# Georgina Lee
Georgina Anne Lee (Birmingham, 14 de agosto de 1981) es una deportista británica que compitió en natación.
Ganó una medalla de bronce en el Campeonato Europeo de Natación en Piscina Corta de 2001, en la prueba de 200 m mariposa. Participó en dos Juegos Olímpicos de Verano, en los años 2000 y 2004, ocupando el quinto lugar en Atenas 2004, en la prueba de 4 × 100 m estilos.

## Palmarés internacional
| Campeonato Mundial en Piscina Corta | Campeonato Mundial en Piscina Corta | Campeonato Mundial en Piscina Corta | Campeonato Mundial en Piscina Corta |
| Año                                 | Lugar                               | Medalla                             | Prueba                              |
| ----------------------------------- | ----------------------------------- | ----------------------------------- | ----------------------------------- |
| 2001                                | Amberes (Bélgica)                   | Medalla de bronce                   | 200 m mariposa                      |